# Tkanina dwuosnowowa

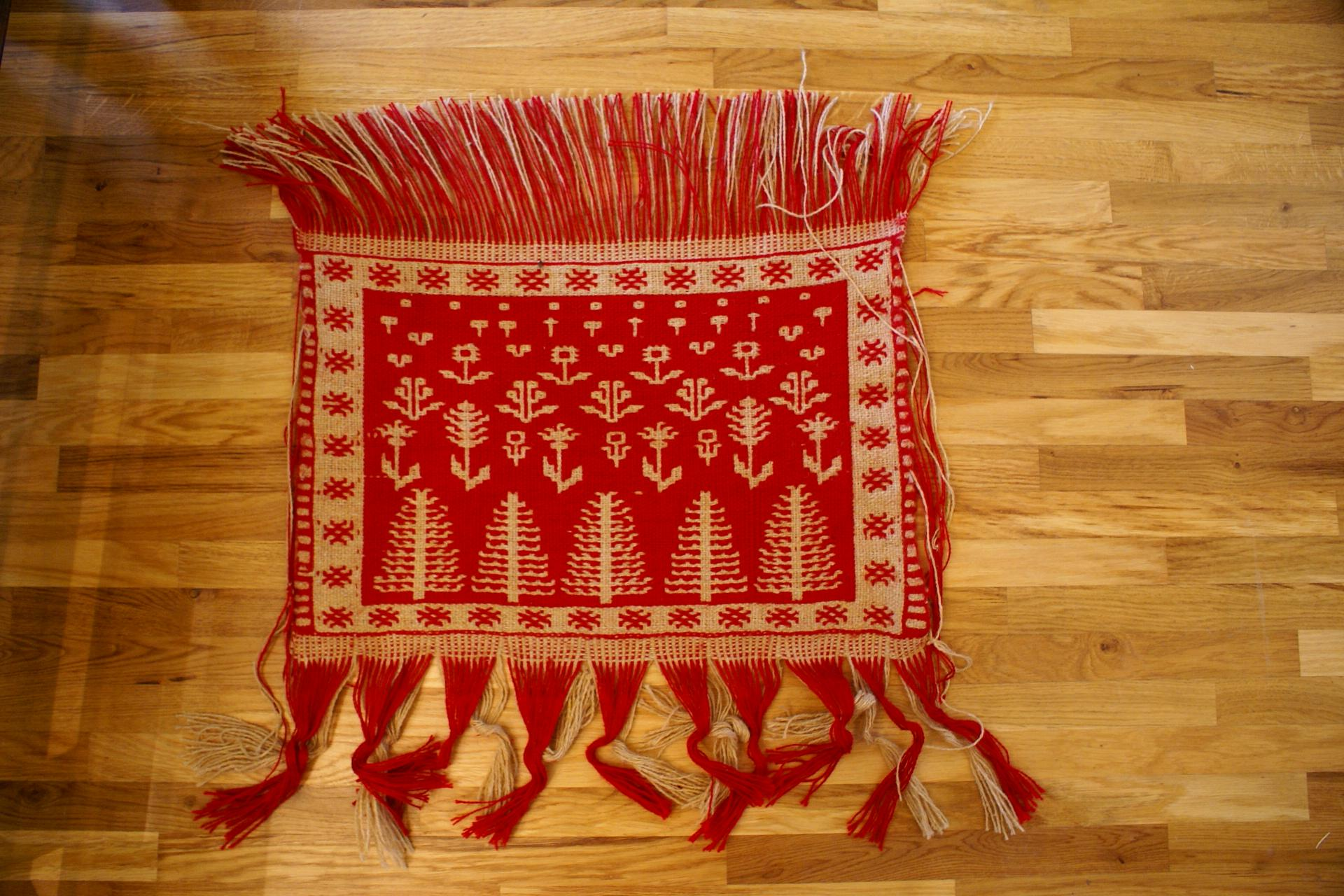
Gotowa tkanina dwuosnowowa

Tkanina dwuosnowowa – rodzaj ozdobnej tkaniny wykonywanej metodą tradycyjną na Podlasiu, w szczególności na terenie Gminy Janów, przez kontynuatorki tradycji tkactwa dwuosnowowego. Obecnie jest to sztuka niemal zapomniana, a w województwie podlaskim jest zaledwie 12 aktywnych twórczyń ludowych zajmujących się tym rodzajem tkactwa.
Do Polski tkaniny dwuosnowowe trafiły  w połowie XVIII w. za pośrednictwem zawodowych tkaczy-rzemieślników,  wyrabiających je na potrzeby dworów i kościołów.
W Janowie corocznie odbywa się festiwal „Janowskie Święto Tkactwa i Tradycji”.

## Surowce i wytwarzanie
Tkanina dwuosnowowa tworzona jest na krosnach tkackich w wiejskich pracowniach. Polska tkanina dwuosnowowa   składa się z dwóch pojedynczych warstw o przeciwstawnych kolorach, które w połączeniu tworzą ornament, w wyniku czego na obu stronach tkaniny uzyskiwany jest jednakowy wzór w różnych kolorach. W Podlaskiem najbardziej znanym ośrodkiem tkactwa dwuosnowowego jest gmina Janów i Korycin. Wykonywana jest z naturalnej przędzy wełnianej, barwionej na odpowiednie kolory.